# 삼성 갤럭시 Z 플립 6
삼성 갤럭시 Z 플립 6(삼성 갤럭시 Z 플립6, Samsung Galaxy Z Flip6)는 삼성전자에서 개발한 안드로이드 기반 폴더블 스마트폰이다. 삼성전자가 2024년 7월 10일에 발표했다. 2024년 7월 10일, 프랑스 파리에서 열린 삼성 갤럭시 언팩 행사에서 삼성 갤럭시 Z 폴드 6, 삼성 갤럭시 워치 7 시리즈, 삼성 갤럭시 버즈 3 시리즈, 갤럭시 링과 함께 공식 발표되었으며, 2024년 7월 31일부터 출시되었다.

## 디자인
전작인 삼성 갤럭시 Z 플립 5와 비교해, 삼성 갤럭시 Z 플립 6는 프레임 디자인이 보다 각진 형태로 변경되었다. 메인 카메라는 5,000만 화소로 업그레이드되었으며, 카메라 링은 본체 색상과 일치하도록 설계되었다. 커버 스크린은 크기 조절이 가능한 위젯을 지원하여, 하나의 페이지에 여러 위젯을 동시에 배치할 수 있다.내부적으로는 베이퍼 챔버(VC) 냉각 시스템이 추가되어 열 관리 성능이 향상되었다. 커버 스크린과 후면 패널은 코닝 고릴라 글래스 빅터스 2로 보호되며, 내부 디스플레이는 삼성의 초박형 유리(UTG)를 사용한다. 또한 IP48 등급을 획득하여, 폴더블 스마트폰 최초로 공식적인 방진 인증을 받았다. 프레임은 아머 알루미늄으로 제작되었으며, 삼성 갤럭시 S24 울트라에 사용된 티타늄 프레임은 적용되지 않았다. 클램셸 디자인을 통해 플렉스 모드가 지원되어, 부분적으로 접힌 상태에서도 분할 화면 인터페이스를 활용할 수 있다.

### 색상
삼성 갤럭시 Z 플립 6는 총 일곱 가지 색상으로 출시되었다: 블루, 실버 쉐도우, 민트, 옐로우, 크래프티드 블랙, 화이트, 피치.
이 중 크래프티드 블랙, 화이트, 피치는 온라인 전용 색상이며, 크래프티드 블랙은 카본 파이버 패턴 마감이 적용되었다.
| 색상 | 이름                                                 |
| ---- | ---------------------------------------------------- |
|      | 블루                                                 |
|      | 실버 쉐도우                                          |
|      | 민트                                                 |
|      | 옐로우                                               |
|      | 크래프티드 블랙 (온라인 전용, 카본 파이버 패턴 적용) |
|      | 화이트 (온라인 전용)                                 |
|      | 피치 (온라인 전용)                                   |

## 주요 기능

### 플렉스 모드
플렉스 모드는 기기를 부분적으로 접은 상태(약 75도에서 115도 각도)에서 화면을 상하로 나누어, 상단에는 콘텐츠를, 하단에는 제어 도구를 배치하는 분할 화면 인터페이스를 제공한다. 이를 통해 사용자는 미디어를 시청하거나, 다양한 작업을 동시에 수행할 수 있다. 예를 들어, 유튜브, 화상 회의 앱에서는 상단 화면에서 영상을 보면서, 하단 화면에서 재생 컨트롤이나 기타 기능을 조작할 수 있다.

### 플렉스캠
플렉스캠은 플렉스 모드를 기반으로 카메라 기능을 확장한 것으로, 기기를 부분적으로 접은 상태에서 핸즈프리로 사진을 촬영하거나 영상을 녹화할 수 있게 지원한다. 테이블이나 선반 위에 고정된 상태로 셀피, 단체 사진, 영상 녹화 등을 수행할 수 있으며, 자동 프레이밍 기능과 음성 명령으로 사진을 촬영하는 기능, 커버 디스플레이를 통한 실시간 미리보기 기능도 제공된다.

### 플렉스 윈도우
갤럭시 Z 플립 6는 3.4인치 크기의 커버 디스플레이인 플렉스 윈도우(Flex Window)를 탑재하고 있다.
이 디스플레이는 사용자가 기기를 펼치지 않고도 다양한 기능을 활용할 수 있도록 설계되었다. 플렉스 윈도우에서는 날씨, 캘린더, 알람, 타이머 등 다양한 위젯을 사용할 수 있으며, 여러 위젯을 한 화면에 동시에 배치할 수 있다. 또한, 메시지 수신 시 빠른 답장 옵션을 제공하고, 후면 카메라를 활용한 셀피 미리보기 기능도 지원된다.
이를 통해 기본적인 커뮤니케이션, 일정 확인, 셀피 촬영 등이 본체를 열지 않고도 가능하다.

## 제품 사양

### 하드웨어
갤럭시 Z 플립 6는 퀄컴 스냅드래곤 8 Gen 3 프로세서를 탑재하고 있다. 3.4인치의 비정형 ‘’'슈퍼 아몰레드‘’' 커버 디스플레이와, 최대 120Hz 가변 주사율을 지원하는 6.7인치 ‘’'다이내믹 아몰레드 2X’’' 메인 디스플레이를 갖추고 있다.

### 메모리 및 저장공간
이 기기는 12GB RAM을 탑재하며, 저장공간은 256GB 또는 512GB 두 가지 옵션으로 제공된다. 마이크로 SD카드 확장은 지원하지 않는다.

### 배터리
갤럭시 Z 플립 6는 4,000mAh 용량의 듀얼 셀 리튬 폴리머 배터리를 내장하고 있으며,최대 25W 유선 고속 충전과 15W 무선 충전을 지원한다.

### 카메라
갤럭시 Z 플립 6는 후면에 5천만 화소 광각 카메라와 1,200만 화소 초광각 카메라를 탑재하고 있으며,내부 디스플레이 상단에는 1,000만 화소의 전면 카메라가 탑재되어 있다.

## 소프트웨어
갤럭시 Z 플립 6는 안드로이드 14 기반의 One UI 6.1.1 운영체제를 탑재해 출시되었으며, 폴더블 디바이스에 최적화된 UI와갤럭시 AI 기능이 포함되어 있다.
2025년 4월 기준, 안드로이드 15 기반의 One UI 7으로 업그레이드가 가능하다.

### 갤럭시 AI
갤럭시 Z 플립 6에는 갤럭시 AI 기반의 다양한 기능이 적용되어 있다. 주요 기능은 다음과 같다:
- 통역(Interpreter): 실시간 번역 결과를 메인 화면과 커버 화면에 동시에 표시하여, 기기를 펼치지 않고도 다국어 대화를 지원한다.[27]

- 채팅 어시스트(Chat Assist): 커버 디스플레이에서 '답장 추천' 기능을 통해, 기기를 펼치지 않고도 메시지에 빠르게 응답할 수 있다.[28][29]

자세한 내용은 갤럭시 AI문서를 참고하십시오.

## 같이 보기
| 이전 삼성 갤럭시 Z 플립 5 | 삼성 갤럭시 Z 플립 6 2024 | 이후 삼성 갤럭시 Z 플립 7 (2025년 출시 예정) |